# Diocesi di Calbayog
La diocesi di Calbayog (in latino Dioecesis Calbayogana) è una sede della Chiesa cattolica nelle Filippine suffraganea dell'arcidiocesi di Palo. Nel 2021 contava 745.592 battezzati su 793.183 abitanti. È retta dal vescovo Isabelo Caiban Abarquez.

## Territorio
La diocesi comprende la provincia filippina di Samar.
Sede vescovile è la città di Calbayog, dove si trova la cattedrale dei Santi Pietro e Paolo.
Il territorio si estende su 5.591 km² ed è suddiviso in 46 parrocchie.

## Storia
La diocesi è stata eretta il 10 aprile 1910, ricavandone il territorio dalla diocesi di Cebu (oggi arcidiocesi). Originariamente era suffraganea dell'arcidiocesi di Manila.
Il 28 aprile 1934 entrò a far parte della provincia ecclesiastica dell'arcidiocesi di Cebu.
Il 28 novembre 1937, il 22 ottobre 1960 e il 5 dicembre 1974 cedette porzioni del suo territorio a vantaggio dell'erezione rispettivamente delle diocesi di Palo (oggi arcidiocesi), di Borongan e di Catarman.
Il 15 novembre 1982 è divenuta suffraganea dell'arcidiocesi di Palo.

## Cronotassi dei vescovi
Si omettono i periodi di sede vacante non superiori ai 2 anni o non storicamente accertati.
- Pablo Singzon † (12 aprile 1910 - 9 agosto 1920 deceduto)
  - Sede vacante (1920-1923)
- Sofronio Hacbang y Gaborni † (22 febbraio 1923 - 3 aprile 1937 deceduto)
- Michele Acebedo y Flores † (16 dicembre 1937 - 25 luglio 1958 deceduto)
- Manuel Platon Del Rosario † (25 luglio 1958 succeduto - 11 dicembre 1961 nominato vescovo di Malolos)
- Cipriano Urgel Villahermosa † (22 marzo 1962 - 12 aprile 1973 nominato vescovo di Palo)
- Ricardo Pido Tancinco (8 marzo 1974 - 21 aprile 1979 dimesso)
- Sincero Barcenilla Lucero † (10 dicembre 1979 - 11 ottobre 1984 dimesso)
  - Sede vacante (1984-1994)
- Maximiano Tuazon Cruz † (20 dicembre 1994 - 13 gennaio 1999 ritirato)
- Jose Serofia Palma (13 gennaio 1999 - 18 marzo 2006 nominato arcivescovo di Palo)
- Isabelo Caiban Abarquez, dal 5 gennaio 2007

## Statistiche
La diocesi nel 2021 su una popolazione di 793.183 persone contava 745.592 battezzati, corrispondenti al 94,0% del totale.
| anno | popolazione | popolazione | popolazione | presbiteri | presbiteri | presbiteri | presbiteri                | diaconi | religiosi | religiosi | parrocchie |
| anno | battezzati  | totale      | %           | numero     | secolari   | regolari   | battezzati per presbitero | diaconi | uomini    | donne     | parrocchie |
| ---- | ----------- | ----------- | ----------- | ---------- | ---------- | ---------- | ------------------------- | ------- | --------- | --------- | ---------- |
| 1950 | 751.100     | 758.300     | 99,1        | 51         | 51         |            | 14.727                    |         |           | 18        | 37         |
| 1958 | 862.470     | 898.484     | 96,0        | 82         | 70         | 12         | 10.517                    |         | 15        | 40        | 51         |
| 1970 | 580.802     | 601.062     | 96,6        | 14         |            | 14         | 41.485                    |         | 17        | 30        | 32         |
| 1980 | 451.000     | 455.000     | 99,1        | 36         | 31         | 5          | 12.527                    |         | 8         | 20        | 25         |
| 1990 | 623.000     | 648.000     | 96,1        | 33         | 29         | 4          | 18.878                    |         | 4         | 39        | 27         |
| 1999 | 540.190     | 563.703     | 95,8        | 54         | 46         | 8          | 10.003                    |         | 49        | 49        | 27         |
| 2000 | 628.882     | 661.981     | 95,0        | 49         | 41         | 8          | 12.834                    |         | 41        | 46        | 26         |
| 2001 | 609.068     | 641.124     | 95,0        | 56         | 48         | 8          | 10.876                    |         | 30        | 45        | 26         |
| 2002 | 620.153     | 652.792     | 95,0        | 52         | 44         | 8          | 11.926                    |         | 29        | 42        | 26         |
| 2003 | 631.439     | 664.673     | 95,0        | 54         | 46         | 8          | 11.693                    |         | 39        | 40        | 26         |
| 2004 | 642.931     | 676.770     | 95,0        | 54         | 48         | 6          | 11.906                    |         | 43        | 46        | 26         |
| 2006 | 668.000     | 702.000     | 95,2        | 65         | 57         | 8          | 10.276                    |         | 40        | 38        | 27         |
| 2013 | 752.000     | 789.000     | 95,3        | 76         | 68         | 8          | 9.894                     |         | 47        | 33        | 32         |
| 2016 | 731.542     | 770.045     | 95,0        | 81         | 72         | 9          | 9.031                     |         | 60        | 32        | 34         |
| 2019 | 761.830     | 792.960     | 96,1        | 90         | 79         | 11         | 8.464                     |         | 71        | 39        | 34         |
| 2021 | 745.592     | 793.183     | 94,0        | 81         | 71         | 10         | 9.204                     |         | 37        | 55        | 46         |